# Délégation générale du Québec à Londres
La délégation générale du Québec à Londres est une représentation diplomatique québécoise ayant pour but de représenter les intérêts du Québec auprès du Royaume-Uni. Elle couvre également l'Irlande et la Scandinavie.

## Description

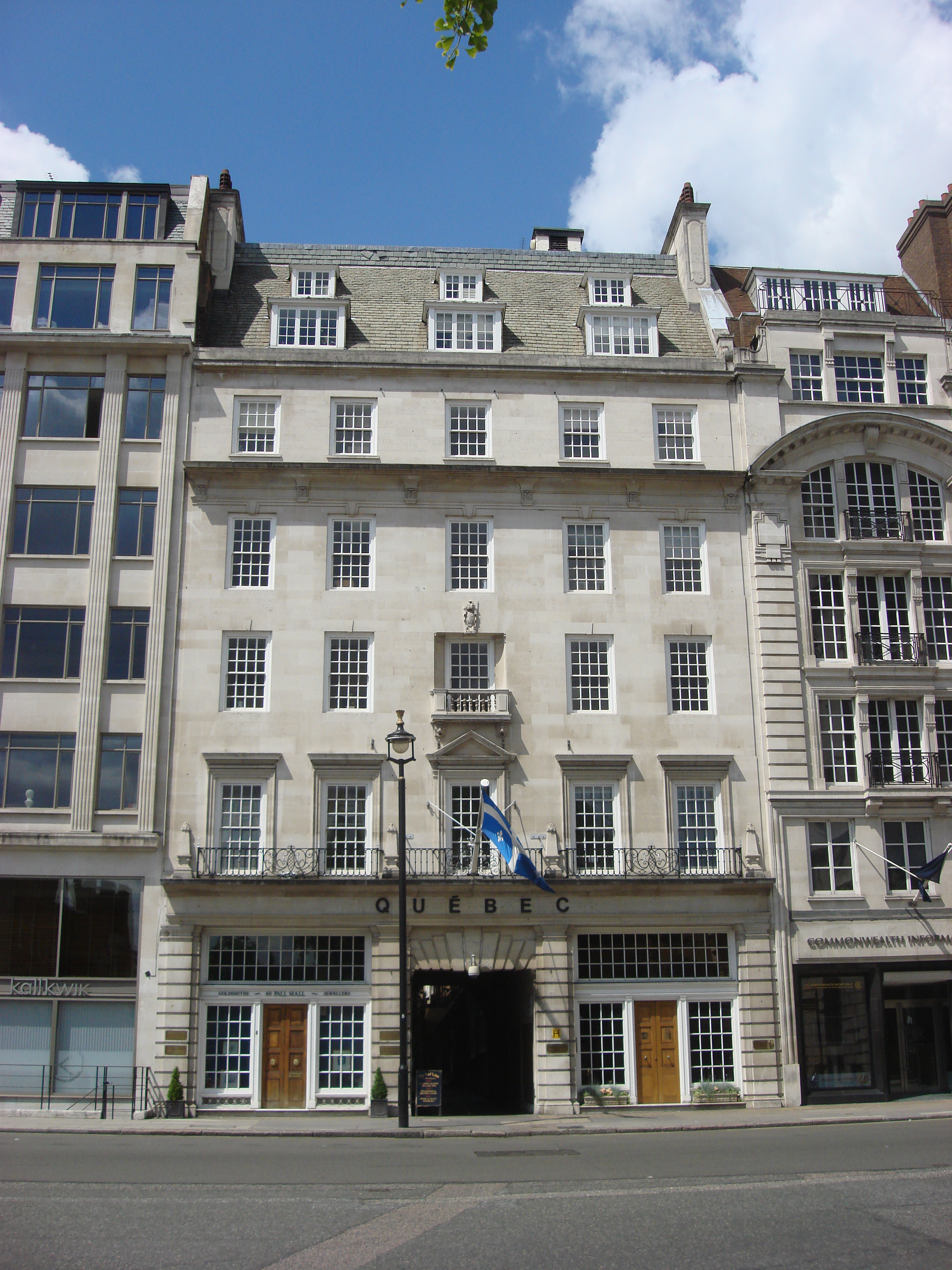
La délégation est installée au 59, Pall Mall.

Le Québec est présent au Royaume-Uni depuis 1874 où un premier agent d'immigration relevant du ministère de l'Agriculture est envoyé à Londres.
En 1911, le gouvernement québécois crée sa première mission diplomatique qui portera le nom de Agence générale du Québec à Londres. Cependant, l'agence est abolie avec le premier gouvernement de Maurice Duplessis en 1936 et ne rouvrira ses portes qu'en 1961.
En 1971, l'Agence devient la « Délégation générale du Québec à Londres ». Ses bureaux sont situés sur la rue Pall Mall, dans la Cité de Westminster.

## Liste des délégués généraux
Avant 1911, le Québec n'avait pas de représentant diplomatique.
Agent général
- 1911 - 1925 : Pantaléon Pelletier
- 1925 - 1936 : Louis-Joseph Lemieux
- 1936 - 1961 : Aucun agent général à Londres
- 1961 - 1966 : Hugues Lapointe
- 1966 - 1971 : Guy Roberge
- 1971 : Jean Fournier

Délégué général
- 1971 - 1977 : Jean Fournier
- 1977 - 1982 : Gilles Loiselle
- 1982 - 1987 : Patrick Hyndman
- 1987 - 1992 : Reed Scowen
- 1992 - 1995 : Harold Mailhot
- 1995 - 2000 : Richard Guay
- 2000 - 2003 : Daniel Audet
- 2003 - 2008 : George R. MacLaren
- 2008 - 2012 : Pierre Boulanger
- 2012 - 2014 : Stéphane Paquet
- 2014 - 2017 : Christos Sirros
- 2017 - 2019 : John Anthony Coleman
- 2019 - 2021 : Pierre Gabriel Côté
- 2021 : Dominic Toupin (chargé d'affaires)
- Depuis 2021 : Line Rivard